# Grailknights
Grailknights je německá power/melodic deathmetalová hudební skupina založená v roce 2002 v Hannoveru. Debutové album Across the Galaxy vydali v roce 2004 a od té doby vyšly další tři studiové desky, včetně  Calling the Choir (2014). V roce 2011 došlo ve skupině k částečnému rozpadu, kdy Grailknights opustili tři členové, krátce na to následováni dalšíma dvěma. Z původní sestavy tedy momentálně v kapele působí pouze zpěvák a kytarista Sir Optimus Prime. Páté studiové album Knightfall bylo vydáno na jaře roku 2018.

## Sestava
- Sir Optimus Prime – zpěv, kytara
- Count Cranium – basová kytara
- Earl Quake – kytara
- Sovereign Storm – kytara, doprovodný zpěv
- Lord Drumcules – bicí

Bývalí členové
- Mac Death – basová kytara, zpěv
- Lord Lightbringer – kytara, doprovodný zpěv
- The Duke of Drummington – bicí
- Baron van der Blast – bicí

## Diskografie
Studiová alba
- Across the Galaxy (2004)
- Return to Castle Grailskull (2006)
- Alliance (2008)
- Calling the Choir (2014)
- Knightfall (2018)

DVD
- Live at the Gates of Grailham City (2010)

EP
- Non Omnis Moriar (2011)
- Dead or Alive (2016)